# Здание офицерских казарм лейб-гвардии 1-й Артиллерийской бригады с кирпичной оградой
Здание офицерских казарм лейб-гвардии 1-й Артиллерийской бригады с кирпичной оградой — памятник архитектуры. Расположен в Санкт-Петербурге, современный адрес дома — Литейный проспект, 1 / Шпалерная улица, 20 / набережная Кутузова, 2 / Кричевский переулок. Вместе со схожим зданием казармы гвардейской конной артиллерии играет роль пропилеев Литейного проспекта со стороны Литейного моста.
Трёхэтажный дом построен в 1850-х годах А. П. Гемилианом при участии Р. Р. Генрихсена и К. Б. Пранга. Трёхчастно расчленённые фасады, равнозначные по декору и пластике, сделаны двухцветными, с плотным декором, оштукатуренные детали окрашены белым, входы оформлены с использованием известняковой плиты. Первый этаж рустован, окна нижних этажей украшены наличниками, на втором этаже окна арочные, с обрамлением коринфскими пилястрами и сандриками с треугольными и лучковыми фронтонами, на углах здания расположены ионические пилястры. На третьем этаже наличники простые, сандрики треугольные, карнизы здания пышные.